# Franz Schellong
Franz Schellong (* 12. November 1836 in Kalinowen; † 30. Juni 1912 in Berlin) war ein deutscher Richter und Verwaltungsjurist in Preußen.

## Leben
Als Spross einer ostpreußischen (noch heute lebenden) Akademikerfamilie studierte Schellong an der Albertus-Universität Königsberg Rechtswissenschaft. Er war seit dem 17. Mai 1855 (dem 4. Stiftungstag) Mitglied des Corps Baltia Königsberg und wurde als Chargierter mehrfach ausgezeichnet. Nachdem er 1865 die Assessorprüfung bestanden hatte, wurde er am 1. Oktober 1866 in Darkehmen und am 1. April 1868 in Insterburg Kreisrichter. Als Reserveoffizier der Landwehr nahm er am Deutschen Krieg und – zuletzt als Hauptmann – am Deutsch-Französischen Krieg teil. 1874 wechselte er vom Justizdienst zur inneren Verwaltung. In Gumbinnen wurde er im April zum Regierungsassessor und im Juli zum Regierungsrat ernannt. Am 1. April 1878 kam er als Regierungsrat an das Oberpräsidium der Provinz Ostpreußen und an das Provinzialschulkollegium Westpreußens in Danzig. Am 1. April 1884 wurde er als Verwaltungsgerichtsdirektor und Vorsitzender des Seeamtes nach Stralsund versetzt. Nachdem er 1887 als Oberpräsidialrat nach Danzig zurückgekehrt war, berief ihn die Krone Preußen im folgenden Dreikaiserjahr an das Preußische Oberverwaltungsgericht. Noch mit 69 Jahren war Schellong Oberverwaltungsgerichtsrat in Berlin.

## Ehrungen
- Erinnerungskreuz für 1866
- Kriegsdenkmünze für die Feldzüge 1870–71 (Deutsches Reich)
- Eisernes Kreuz II. Klasse
- Landwehr-Dienstauszeichnung I. Klasse
- Roter Adlerorden III. Klasse mit Schleife
- Wirklicher Geheimer Oberregierungsrat mit dem Rang eines Rats 1. Klasse am 1. April 1903[3]
- Kronenorden (Preußen) II. Klasse mit Stern (1908)